# 羅生門 (小説)

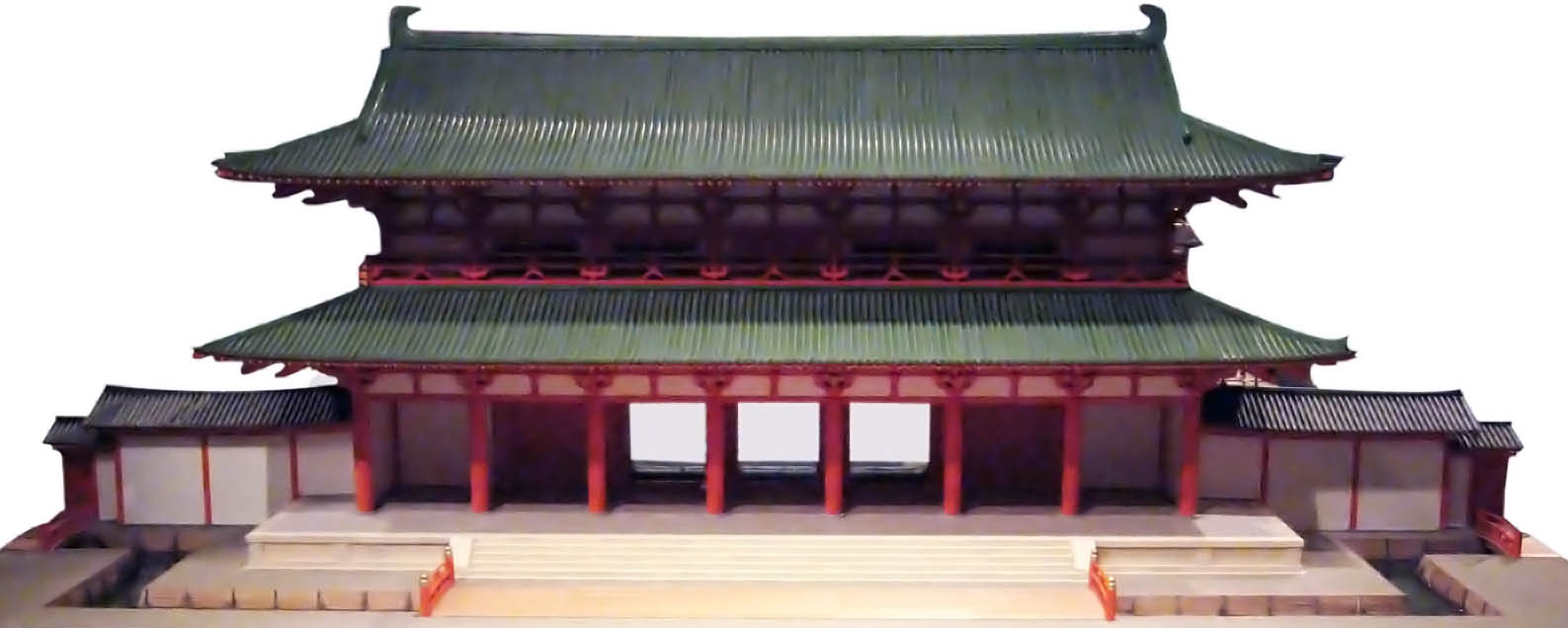
羅城門復元模型（京都文化博物館）

『羅生門』（らしょうもん）は、芥川龍之介の短編小説。生きるための悪という人間の利己主義を克明に描いている。

## 概説
東京帝国大学在学中の無名作家時代である1915年（大正4年）11月に雑誌『帝国文学』へ発表された。1917年（大正6年）5月には「鼻」「芋粥」の短編とともに阿蘭陀書房から第1短編集『羅生門』として出版、1922年（大正11年）に改造社から出版された選集『沙羅の花』にも収録されている。
本作は、平安時代末期に成立したとされる説話集『今昔物語集』の本朝世俗部巻二十九「羅城門登上層見死人盗人語第十八」が基になっており、巻三十一「太刀帯陣売魚嫗語第三十一」の内容を一部に取り入れている。
タイトルの由来は朱雀大路にある平安京の正門の羅城門である。門の方は羅城門であるが、羅城門は近代まで羅生門と表記されることが多く先行作品である観世信光の謡曲もタイトルは「羅生門」になっている。
最後の結びの一文はたびたび変更されている。初出では「下人は、既に、雨を冒して、京都の町へ強盗を働きに急ぎつつあつた。」になっており、第1短編集『羅生門』では「下人は、既に、雨を冒して京都の町へ強盗を働きに急いでゐた。」となり、初出から二年半たって短篇集『鼻』（1918年大正7年7月(春陽堂)）収録時に改稿され、現在知られる「下人の行方は、誰も知らない」となった。

## あらすじ
時は平安時代。地震や飢饉、辻風などの災いが続き、都は衰微していた。ある雨の日の暮れ方、羅生門の下で雨宿りをする下人は、あてがなく途方に暮れていた。衰微の影響で、下人は数日前、ずっと仕えていた主人から解雇されていたのである。手段を選ばずに盗人になるしかないと思いつめるが、勇気が出なかった。
下人は、人目もなく雨風をしのげる門の上で夜を過ごそうとする。上がってみると、死体しかないと思っていたのに、老婆が火を灯して女の死体から髪を抜いていた。下人は、老婆の行為に憎悪する。逃げようとする老婆を捕まえ、太刀で脅して、何をしていたかを老婆に問う。老婆は、かつらを作るために髪を抜いていたと説明する。さらに続けて「死人から抜いた髪でかつらを作ることは、悪いことかもしれない。だが、それは自分が生きるために仕方がないことだ。自分が髪を抜いたこの女も、生前にヘビの干物を干魚と偽り売っていた。それも、生きるために仕方がないことだ。だから、自分がこの女から髪を抜いても、この女は許してくれるだろう」と答える。
下人は老婆の答えが平凡であることに失望する。しかし、門の下にいたときにはなかった勇気が生まれる。そして、老婆に向かって「おれもこうしなければ餓死する身なのだ」と言って老婆から着物をはぎ取り、蹴り倒す。下人は、その着物を脇に抱え、門の下へ駆け下りて闇の中へ消えていく。

## 派生作品

### コミック
1988年には「コミグラフィック. 日本の文学」シリーズ（暁教育図書）で漫画化されている。作画：一峰大二、構成：塚本裕美子。
2007年には「まんがで読破」シリーズ（イースト・プレス）から『偸盗』と『藪の中』を収録して漫画化されているが、下人は『藪の中』の多襄丸と、老婆は『偸盗』の猪熊のお婆と同一人物という設定になっている。

### テレビドラマ
本作を原作とするテレビドラマが、1959年4月3日の『サンヨーテレビ劇場』（KRT系列）で放送された。
- 出演：南原伸二、森光子、毛利菊枝、仲谷昇、左卜全、殿山泰司、須賀不二夫
- 脚本：佐々木武観